# 安藤政信
安藤 政信（あんどう まさのぶ、1975年5月19日 - ）は、日本の俳優。神奈川県川崎市出身。ホリプロ所属。

## 略歴
川崎市立日吉中学校、神奈川県立向の岡工業高等学校卒業。
1994年、高校卒業前に電車に乗っているところをスカウトされる（高校は留年していて、高校1年生を2回やっている）。
1996年、『キッズ・リターン』でデビュー。その年の映画賞を総ナメにする。
その後はテレビドラマに出演するも、2001年以降は全く出演せず、映画を中心に活動。旅行に行き、お金が尽きたら仕事をするという感じだった。竹中直人と仲が良い。
2012年、『東野圭吾ミステリーズ』で13年ぶりにドラマ出演。以前は「1年に1本のペースの映画出演が望ましい」と公言していたものの、『46億年の恋』のプロモーションの際には少なすぎることを認め、以降、積極的に出演をしている。
2012年12月31日付でスターダストプロモーションを退社。
2013年3月よりディケイドに所属、同年9月30日付で退社。その後、ソニー・ミュージックアーティスツを経て、フロム・ファーストプロダクションに所属。2020年12月末に退社。
2014年に結婚していたことを2015年に明らかにする。ファッション誌『Numero TOKYO』11月号の蜷川実花との対談の中で明かしたもので、すでに第1子が誕生し、夫人は第2子を妊娠中。第1子は女の子で第2子は性別が明かされていなかったが、2022年には下の娘について話している。娘2人は2歳差。
2016年、レスリー・キーのプロデュースによって写真家としてデビュー、同時にレスリー撮影による安藤のヌード写真集も制作され、セットで販売された。
フロム・ファーストプロダクション退社後はフリーで活動していたが、2022年よりホリプロに所属。

## 人物・エピソード
- ゾンビ映画が大好き[7]。
- 弟がいる。
- 2022年時点で、地元・川崎市から離れて暮らしたことがない[4]。
- 事務所に所属していない時は自分で領収書を出しており、『コードブルー』撮影時（2017年）も無所属だった。
- カメラが趣味である[8]。父からカメラをもらったことがある。
- 歌を歌うのが得意ではない。
- 人生で自動車を所有したことがない。移動は主に電車などの公共交通機関で移動する。ドラマ『Destiny』のインタビューでは安藤が「今日は電車の〇〇線に乗ってて…」とあまりにも詳しく話してしまうので亀梨和也から「安藤さん特定されちゃいますよ」と言われてしまった。
- 撮影が終わると健康ランドによく行く[9]。
- 自身の写真集に携わってくれた記者が結婚するということを知ると、安藤は祝いとして高級店のすっぽんを奢ってあげてた。(BR→RSの写真集)
- お酒は浴びるほど好き
- よくサンダルを履いている。また、安藤がサイズの合わない靴を履いているのを記者が見てなぜそのようにしているのか質問した。すると、安藤は「縛られるのは好きじゃない。」と答えた。

### 作品
- 映画「赤影」の撮影時、共演者である村上淳のことを「ムラジュン」と呼びお揃いのリングを買うほど仲良し。また、撮影中に共演者とどれだけ川で石を遠くに投げられるかを対決していた安藤。しかし、赤影（安藤政信）が着けていた大切な形見であるという設定の珠玉が石を投げた際に飛んでいってしまった。幸い、美術係のスタッフが予備の珠玉を用意していたのでことなきことを得たが、怒られてしまった。
- 映画『バトル・ロワイアル』では主人公の心強い仲間となる川田章吾の役を予定していたが、本人の要望により主人公の敵となる桐山和雄の役に変更、深作欣二監督に「桐山の台詞を無くしたほうが良い」と提案もした。この役には余りにも没頭し過ぎてしまい、精神科の医師に相談することもあった[10]。
- 映画『キッズ・リターン』での最後の試合のダウンシーンは演技ではなく、撮影終了後に医者が呼ばれ控室で処置がされた。『スマグラー -おまえの未来を運べ-』のアクションシーンでは「相手が本気でやれなくなってしまう」と思い、肋骨が骨折していることを隠して撮影に臨んだ。
- 香港映画祭のオムニバス企画の1作『無無眠』（2015年）[11]では男性器を含む全裸を披露している。
- ドラマ『恋のツキ』では徳永えりとの濡れ場を披露、クランクイン初日の初対面での撮影が濡れ場のシーンであり、「そのときの肌の感覚とか温もりとか、柔らかい匂いとか、僕の中にずっと残ってて。本当に、すごく柔らかくて。素敵だった。」「ものすごく暑い中だったんですけど、そこに垂れる汗とか湿度とか、そういうのがすごく色っぽいなと思って」と振り返った[12]。
- ドラマ『金魚妻』では長谷川京子との激しい濡れ場を撮影する中で、6時間お互いに裸でいなければならなかったと明かした[13]。

## 受賞歴
- キッズ・リターン
  - 第20回日本アカデミー賞 新人俳優賞[14]
  - 第21回報知映画賞 新人賞
  - 第51回毎日映画コンクール スポニチグランプリ新人賞
  - 第34回ゴールデン・アロー賞 映画新人賞
  - 第6回東京スポーツ映画大賞 新人賞
  - 第18回ヨコハマ映画祭 最優秀新人賞
  - 第9回日刊スポーツ映画大賞 新人賞
  - 第6回日本映画批評家大賞 新人賞
  - 第70回キネマ旬報ベスト・テン 新人男優賞
  - 第22回大阪映画祭 新人賞
  - 第11回高崎映画祭 最優秀新人男優賞

## 出演
※役名の太字は主演。主要人物はカッコ内に記載。

### 映画
- キッズ・リターン（1996年）- 主演・タカギ シンジ 役
- イノセントワールド（1998年）- 主演・タクヤ 役
- かわいいひと「EPISODE I」（1998年） - 主演・マサノブ 役（奥菜恵とW主演）※ビデオ題「ポッキー坂恋物語 かわいいひと」
- アドレナリンドライブ（1999年）- 鈴木悟 役
- 鉄道員（ぽっぽや）（1999年）- 加藤敏行 役
- スペーストラベラーズ（2000年）- 藤本誠 役
- MONDAY（2000年）- 近藤光男 役
- バトル・ロワイアル（2000年）- 桐山和雄 役（代表）
  - バトル・ロワイアル 特別篇（2001年）- 桐山和雄 役（代表）
- サトラレ TRIBUTE to a SAD GENIUS（2001年）- 主演・里見健一 役
- RED SHADOW 赤影（2001年）- 主演・赤影 役
- TOKYO10+01（2001年）- フェイク 役
- DRIVE（2002年）- 児島誠 役
- SF Short Films ※監督
- 昭和歌謡大全集（2003年）- スギオカ 役
- 69 sixty nine（2004年）- 主演・山田正 役
- 亡国のイージス（2005年）- ドンチョル少尉 役
- BLACK KISS（2006年）- 空山龍男 役
- 46億年の恋（2006年）- 主演・香月史郎 役
- ギミー・ヘブン（2006年）- 野原貴史 役
- 青春☆金属バット（2006年）- 石岡 役
- ストロベリーショートケイクス（2006年）- 菊地 役
- 悪夢探偵（2007年）- 若宮刑事 役
- さくらん（2007年）- 清次 役
- スキヤキ・ウエスタン ジャンゴ（2007年）- 与一 役
- こおろぎ（2007年）
- 花の生涯〜梅蘭芳〜（梅蘭芳、2009年、中国映画、チェン・カイコー監督）- 田中隆一 役
- スマグラー -おまえの未来を運べ-（2011年）- 背骨 役
- セデック・バレ 第一部 太陽旗／第二部 虹の橋（賽徳克・巴莱、2011年、台湾映画、ウェイ・ダーション監督）- 小島源治 役
- ソード・ロワイヤル（刀見笑、2011年、中国映画、ウー・アールシャン監督）- 主演・料理人 役
- R-18文学賞 vol.1 自縄自縛の私（2013年）- 矢村修司 役
- ペタル ダンス（2013年）- 直人 役
- GONINサーガ（2015年） - 式根誠司 役
- 無無眠（无无眠、2015年、台湾映画、ツァイ・ミンリャン監督）
- THE INDEPENDENTS（2015年）
- セーラー服と機関銃 -卒業-（2016年） - 安井 役[15]
- 貞子vs伽椰子（2016年） - 経蔵 役[16]
- 花芯（2016年） - 越智 役 [17]
- 闇金ウシジマくん ザ・ファイナル（2016年） - 鰐戸一 役[18]
- KOKORO（フランス語版）（2017年、ベルギー・フランス・カナダ合作映画） - ジロウ 役
- スティルライフオブメモリーズ（2018年）- 主演・鈴木春馬 役
- 劇場版 コード・ブルー -ドクターヘリ緊急救命-（2018年） - 新海広紀 役
- きらきら眼鏡（2018年） - 木場裕二 役
- デイアンドナイト（2019年） - 北村健一 役
- ゾッキ（2021年） - 道場の師範代 役
- るろうに剣心 最終章 The Beginning（2021年） - 高杉晋作 役[19]
- ザ・ファブル 殺さない殺し屋（2021年） - 鈴木 役
- MIRRORLIAR FILMS Season1「さくら」（2021年）※監督・出演
- 弟とアンドロイドと僕（2022年）
- 千夜、一夜（2022年） - 田村洋司 役
- 岸辺露伴 ルーヴルへ行く（2023年） - 辰巳隆之介 役[20]
- 陰陽師0（2024年） - 平郡貞文 役[21]
- かくしごと（2024年） - 犬養安雄 役[22]

### 配信映画
- シティーハンター（2024年4月25日配信、Netflix） - 槇村秀幸 役[23]

### テレビドラマ
- 好きやねん（1995年7月6日 - 9月21日、読売テレビ・日本テレビ）
- 宮沢賢治生誕100年記念ドラマ 奇跡の少年（1996年、岩手めんこいテレビ）
- 最後の家族旅行（1996年10月4日、TBS）
- 友達の恋人（1997年4月10日 - 6月26日、TBS） - 柏木朋也 役
- 聖者の行進（1998年1月9日 - 3月27日、TBS） - 高原廉 役
- 青の時代（1998年7月3日 - 9月11日、TBS） - 澤木朱里 役
- 青年は荒野をめざす'99（1999年、名古屋テレビ）
- 学校の怪談 春の呪いスペシャル 恐怖心理学入門（2000年3月28日、関西テレビ）
- 東野圭吾ミステリーズ 第6話「シャレードがいっぱい」（2012年8月16日、フジテレビ） - 尾藤茂久 / 秋山祐一 役
- 恋の三陸 列車コンで行こう!（2016年2月27日 - 3月12日、NHK総合） - 大迫達也 役
- 京都人の密かな愉しみ　月夜の告白（2016年11月5日、NHK BSプレミアム） - 二宮聖 役
- 地味にスゴイ! 校閲ガール・河野悦子 第6話（2016年11月9日、日本テレビ） - 桐谷歩 役
- 君に捧げるエンブレム（2017年1月3日、フジテレビ） - 神村錬 役[24]
- ストリートワイズ・イン・ワンダーランド―事件の方が放っておかない探偵―（2017年3月、フジテレビ） - 主演・和田 役
  - ストリートワイズ・イン・ワンダーランド―事件の方が放っておかない探偵―「タイムトラベラー編」（2018年3月、フジテレビ） - 主演・和田 役
  - ストリートワイズ・イン・ワンダーランド―事件の方が放っておかない探偵―「壱岐島編」（2018年3月、フジテレビ） - 主演・和田 役
- コード・ブルー -ドクターヘリ緊急救命- 3rd season（2017年7月17日 - 9月18日、フジテレビ） - 新海広紀 役
- 恋のツキ（2018年7月27日 - 10月12日、テレビ東京） - 土屋情 役
- ブラックスキャンダル（2018年10月4日 - 12月7日、読売テレビ・日本テレビ） - 勅使河原純矢 役[25]
- 神酒クリニックで乾杯を（2019年1月12日 - 3月30日、BSテレ東） - 主演・神酒章一郎 役（三浦貴大とW主演）
- それを愛とまちがえるから（2019年2月9日 - 3月9日、WOWOW） - 星野誠一郎 役
- あなたの番です（2019年4月14日 - 9月8日、日本テレビ） - 佐野豪 役
- 大河ドラマ 麒麟がくる（2020年、NHK総合） - 柴田勝家 役
- テセウスの船（2020年1月19日 - 3月22日、TBS）- 車椅子の男 / 木村みきお 役
- 太陽は動かない -THE ECLIPSE-（2020年5月24日 - 6月28日、WOWOW） - 桜井修 役
- DIVER-特殊潜入班-（2020年9月22日 - 10月20日、関西テレビ・フジテレビ） - 伊達直哉 役
- 理想のオトコ（2021年4月8日 - 5月27日、テレビ東京） -  ミツヤス 役[26]
- ボイスII 110緊急指令室 （2021年7月10日 - 9月25日、日本テレビ） - 白塗り男 / 久遠京介 役
- 東京放置食堂 最終話（2021年11月4日、テレビ東京） - 東耕太郎 役
- ゴシップ#彼女が知りたい本当の○○（2022年1月6日 - 3月17日、フジテレビ） -  仁和正樹  役[27]
- シリーズ・横溝正史短編集III「池松壮亮×金田一耕助3『女怪』」（2022年2月26日、NHK BSプレミアム）[28]
- パンドラの果実〜科学犯罪捜査ファイル〜 Season1（2022年4月23日 - 6月25日、日本テレビ） - カール・カーン 役[29]
- マイ・セカンド・アオハル（2023年10月17日 - 12月19日、TBS） - 日向祥吾 役[30]
- Destiny（2024年4月9日 - 6月4日、テレビ朝日） - 奥田貴志 役[31]

### 配信ドラマ
- 金魚妻（2022年2月14日配信、Netflix） - 平賀卓弥 役[32]
- パンドラの果実〜科学犯罪捜査ファイル〜 Season2（2022年6月25日 - 7月30日、Hulu） - カール・カーン 役[29]
- トップギフト（2022年10月7日 - 、LINE NEWS VISION） - 五十嵐徹 役
- フクロウと呼ばれた男（2024年4月24日 - 5月8日、Disney+）- 大神一郎 役[33]

### CM
- シャープ 液晶デジタルビューカム（1996年）
- 江崎グリコ ポッキー（1996年）
- サッポロビール 冬物語（1996年）
- AOKI Les Mues（1996年）
- 伊藤園 ジャスミン茶（1998年）
- NTTドコモ（1998年 - 1999年）
- トヨタ自動車 ist
- 資生堂 TSUBAKI（2012年6月）
- DeNA 三国志バトル（2013年5月）

### その他
- レスリー・キーがつなぐポートレートメッセージ（2016年、NHK）
- NONFIX 絶滅職人 (2017年2月21日、フジテレビ） - ナレーター

## 書籍

### 写真集
- 青年は荒野をめざす'99全記録 （1998年12月、朝日出版社） ISBN 978-4-255-98060-7
- バトル・ロワイアル 写真集 （2000年12月、ワニブックス） ISBN 978-4-8470-2599-0
- BR→RS （2001年7月、宝島社） ISBN 978-4-7966-2314-8
- RED SHADOW 赤影 PREMIUM PHOTO （2001年8月、角川書店） ISBN 978-4-04-853407-9
- Ken&Adama 69 sixty nine （2004年7月、ロッキング・オン） ISBN 978-4-86052-038-0
- SUPER ANDO MASANOBU・憂鬱な楽園 （2016年11月)